# 水平豊彦
水平 豊彦（みずひら とよひこ、1932年1月3日 - 1986年6月18日）は、日本の政治家。衆議院議員（4期）、内閣官房副長官、愛知県議会議員（5期）などを歴任。

## 来歴・人物
愛知県愛知郡天白村（現在の名古屋市天白区）生まれ。愛知県立明和高等学校卒業。1958年（昭和33年）、名古屋工業大学建築科卒業。日本住宅公団勤務から早稲田柳右衛門の秘書となる。
1959年（昭和34年）、愛知県議会議員（名古屋市昭和区選出）に初当選。1974年（昭和49年）5月、最年少（42歳）にて県議会議長となる。
1976年（昭和51年）12月の第34回衆議院議員総選挙に、定数が3から4に増えた旧愛知6区から無所属で立候補。得票数4位で初当選した。自民党元職の辻寛一は落選。水平は当選後、追加公認で自由民主党入りした。以後当選4回。郵政政務次官や、第2次中曽根内閣においては内閣官房副長官を歴任。
1986年（昭和61年）5月23日、病気悪化を理由に次期衆院選の出馬を断念したことが表面化した。党は後継者を探し始め、元名古屋市長の杉戸清の次男の杉戸大作、元プロ野球選手など10人前後に接触したが、いずれも擁立に失敗した。このとき統一教会の信奉者の福田信之が、世界平和教授アカデミー中部支部幹事で愛知教育大学助教授の細野純子を推薦し、一度候補に挙がっている。同年6月2日、衆議院解散。6月5日、水平の第一秘書の片岡武司は、議員会館の水平の事務所で党県連会長の江﨑真澄と水平の妻と会談。片岡の擁立が決定した。6月18日、水平は急死した。54歳没。総選挙は7月6日に行われ、片岡は初当選した。

## 家族
- 水平美枝 - 妻。1991年（平成3年）に名古屋市会議員に初当選。第40回衆議院議員総選挙の告示日直前の1993年（平成5年）7月1日、かつて水平豊彦の秘書を務めていた大谷忠雄県議が自民党を離党して新生党から出馬する意向を表明すると、これに追随して自民党を離党し、大谷の応援に回った[8]。

- 水平和江 - 長女。2007年（平成19年）、名古屋市会議員に自民党公認で初当選したが[9]、2011年（平成23年）に落選[10]。